# 巴特申博恩
巴特申博恩（德語：Bad Schönborn）是德国巴登-符腾堡州的一个市镇。总面积24.11平方公里，总人口12679人，其中男性6215人，女性6464人（2011年12月31日），人口密度526人/平方公里。